# 圣玛丽中学
圣玛丽中学是一所位于美国俄勒冈州梅德福的波特兰总教区内的一所男女同校、独立的罗马天主教大学预科学校。圣玛丽中学成立于1865年，是一所寄宿与全日制学校，其为俄勒冈州南部和加利福尼亚州北部的美国先驱家庭提供教育服务。如今，它为5-12年级的学生提供大学预科课程。其占地24英亩的校园位于梅德福东部。
根据Niche的说法，圣玛丽中学是俄勒冈州排名最高的天主教高中，俄勒冈州排名第二的寄宿学校，同时也是俄勒冈州排名第三的私立学校。

## 历史
圣玛丽中学成立于1865年，最初名为圣玛丽学院（St. Mary's Academy），由三位隶属于耶稣与玛利亚圣名修女会（Sisters of the Holy Names of Jesus and Mary）的修女在俄勒冈州杰克逊维尔（Jacksonville）的矿业小镇创办。学校最初是一所十二年制寄宿兼日制学校，高年级仅限女生，就读学生主要来自俄勒冈州南部和加利福尼亚州北部。学校于1871年迎来了第一位毕业生。
1908年，圣玛丽中学迁至俄勒冈州梅德福（Medford）。20世纪20年代末，学校开始接收男生，并于1930年迎来了首位男性毕业生。1948年，耶稣与玛利亚圣名修女会将学校的产权转交给圣心教区（Sacred Heart Parish），由其继续运营这所十二年制的男女同校学校，直至1961年。当年，圣玛丽小学部和高中部分离，高中部迁至现址——黑橡树大道（Black Oak Drive）。
1971年，由于圣心教区无法继续负担两所学校的运营成本，一群支持者筹集资金并获得大主教的许可，使圣玛丽中学成为俄勒冈州首家独立天主教学校。
1987年，在一场大火烧毁了圣心校区部分建筑后，教区代表与社区成员向学校董事会提出请求，将七、八年级学生并入圣玛丽中学，大主教也批准了这一决定。同年，圣玛丽中学正式增设初中部，并于1992年增设六年级。
1998年，圣玛丽中学启动了31年来的首次扩建计划，共分五个阶段进行。自1998年以来，学校已完成多个项目，包括扩建停车场、新建八条全天候跑道及升级体育场、建造全新的图书馆/媒体中心和科学中心，后者包含三个实验室和七间额外的教室。
2012年，学校进一步扩建，增设艺术与体育中心（Fine Arts & Athletic Center）及圣玛丽礼拜堂（St. Mary's Chapel）。
2017年6月，学校启动“圣玛丽2.0”计划（St. Mary's 2.0），进行校园及课程改革。校园建设方面，学校拆除部分教室与体育馆，新建现代化STEM中心，包括9间科学实验室（其中2间为机器人实验室）及学生休息区，同时增设校内首个食堂。此外，学校新建了一座可容纳54名国际寄宿生的宿舍楼，内设两名住校管理人员、洗衣设施、公共区域及厨房。在课程改革方面，圣玛丽学校采用学术模块制（academic module system），将学年划分为7个26天的学习模块。学生可从200余门课程中自主选择，课程安排灵活多变，以适应其个人兴趣和学术需求。这一改革旨在提供更加自主和实践导向的学习体验。

## 认证
圣玛丽中学在俄勒冈州教育部注册，并获得西北认证委员会（Northwest Accreditation Commission）和太平洋西北独立学校协会（Pacific Northwest Association of Independent Schools）的认证。此外，学校还是美国独立学校协会（National Association of Independent Schools）和美国全国天主教教育协会（National Catholic Education Association）等专业组织的成员。

## 学术
圣玛丽学校曾在2007年、2008年、2009年、2010年、2011年、2016年、2017年和2022年获得俄勒冈杯（Oregonian Cup）。
学校提供24门AP（进阶先修）课程，包括四门外语：拉丁语、德语、西班牙语和普通话。
2008年8月，圣玛丽中学获得孔子学院的“孔子课堂”资助，为社区成员提供免费学习普通话和中国文化的机会。圣玛丽中学也是美国首家加入孔子学院的学校。
圣玛丽中学的学生来自多个文化背景，包括来自中华人民共和国、韩国、台湾、越南、比利时、英国和印度尼西亚的国际学生。

## 体育
圣玛丽中学是俄勒冈州学校活动协会（Oregon School Activities Association）成员，参加远西联盟（Far West League）比赛。目前，所有运动队均按照学校招生规模划分至3A级别（Class 3A）。自1958年以来，学校的运动队在B级、1A、2A和3A级别的多项体育比赛中赢得过州冠军。

## 国际
2012年，圣玛丽中学在中国上海开设了首个国际校区。自此，学校不断扩展，在亚洲地区建立了六个分校。此外，圣玛丽中学还创办了圣玛丽在线学院（St. Mary’s Online Academy，简称SMOA），使全球的中小学生能够远程接受其提供的课程。
2013年，经湖北省教育厅审批，圣玛丽中学与武汉市第二中学联合举办武汉市第二中学中外合作办学项目，圣玛丽中学则称其为武汉校区（St. Mary's - Wuhan）。该项目由武汉二中提供校舍并教授中国普通高中课程，由圣玛丽中学教育服务机构提供外籍教师与美国高中课程与进阶先修课程。
圣玛丽中学在中国武汉、平湖和郑州设有校区，这些校区以及圣玛丽在线学院（SMOA）均隶属于圣玛丽中学教育服务机构（Educational Service Agency, ESA）。ESA致力于为学生提供优质的教育资源，并协助学生适应美国高等教育体系。

## 知名校友
- 迪伦·吴（Dylan Wu），2014届校友，职业高尔夫球手，于2021年6月17日首次亮相美国公开赛（U.S. Open），最终并列第31名，正式开启职业生涯。[7]
- 布莱恩·阿德斯曼（Brian Adesman），2008届校友，现为洛杉矶的诉讼律师[8]和法律评论员，以挑战强大机构[9]和个人[10]的诉讼案件而闻名。他是Miller Adesman, PLC律师事务所的创始人兼首席律师[8]，被主流媒体誉为“强力律师”[11]。